# Dengtang
Dengtang (kinesiska: 登塘) är en köping i sydöstra  Kina. Den ligger i stadsdistriktet Chao'an i staden Chaozhou i provinsen Guangdong, omkring 340 kilometer öster om provinshuvudstaden Guangzhou. Antalet invånare är 37 983. Befolkningen består av 18 242 kvinnor och 19 741 män. Barn under 15 år utgör 20,0 %, vuxna 15-64 år 71 %, och äldre över 65 år 7,0 %.